# Auzat-la-Combelle
Auzat-la-Combelle är en kommun i departementet Puy-de-Dôme i regionen Auvergne-Rhône-Alpes i centrala Frankrike. Kommunen ligger i kantonen Jumeaux som tillhör arrondissementet Issoire. År 2022 hade Auzat-la-Combelle 1 953 invånare.

## Befolkningsutveckling
Antalet invånare i kommunen Auzat-la-Combelle
| Referens: INSEE |